# Château de Bonnay
Le château de Bonnay est un château situé sur la commune de Bonnay dans le département français du Doubs.

## Localisation
Le château est situé en périphérie du village de Bonnay dans la rue du Château.

## Histoire
Le château est reconstruit en 1712 sur les ruines d'une maison forte préexistante,. Du jardin « à la française » d'origine, le parc est transformé en jardin « à l'anglaise » en 1827.
Après avoir été inscrit une première fois en 1975, le château (y compris la ferme, le mur de clôture et les portails) et son jardin ont été inscrits au titre des monuments historiques le 20 avril 1994.
Le château a appartenu à la famille de Buyer depuis 18e siècle.
La dernière propriétaire noble est Dominique de Buyer en 1970 qui cède dans les années 2000 la partie résidentielle à Monsieur et Madame Jacquet. La partie comportant l’ancienne ferme est quant à elle achetée par Monsieur et Madame André. Le décès de Monsieur Jacquet en 1983 amène sa veuve à céder le château, en 1988, à Madame Pollock.

## Architecture
Le mur d'enceinte est entrecoupé de quatre tours circulaires à toit conique. Le bâtiment principal, de forme rectangulaire et flanqué de deux ailes en retour, s'élève sur trois étages et comporte 15 pièces.

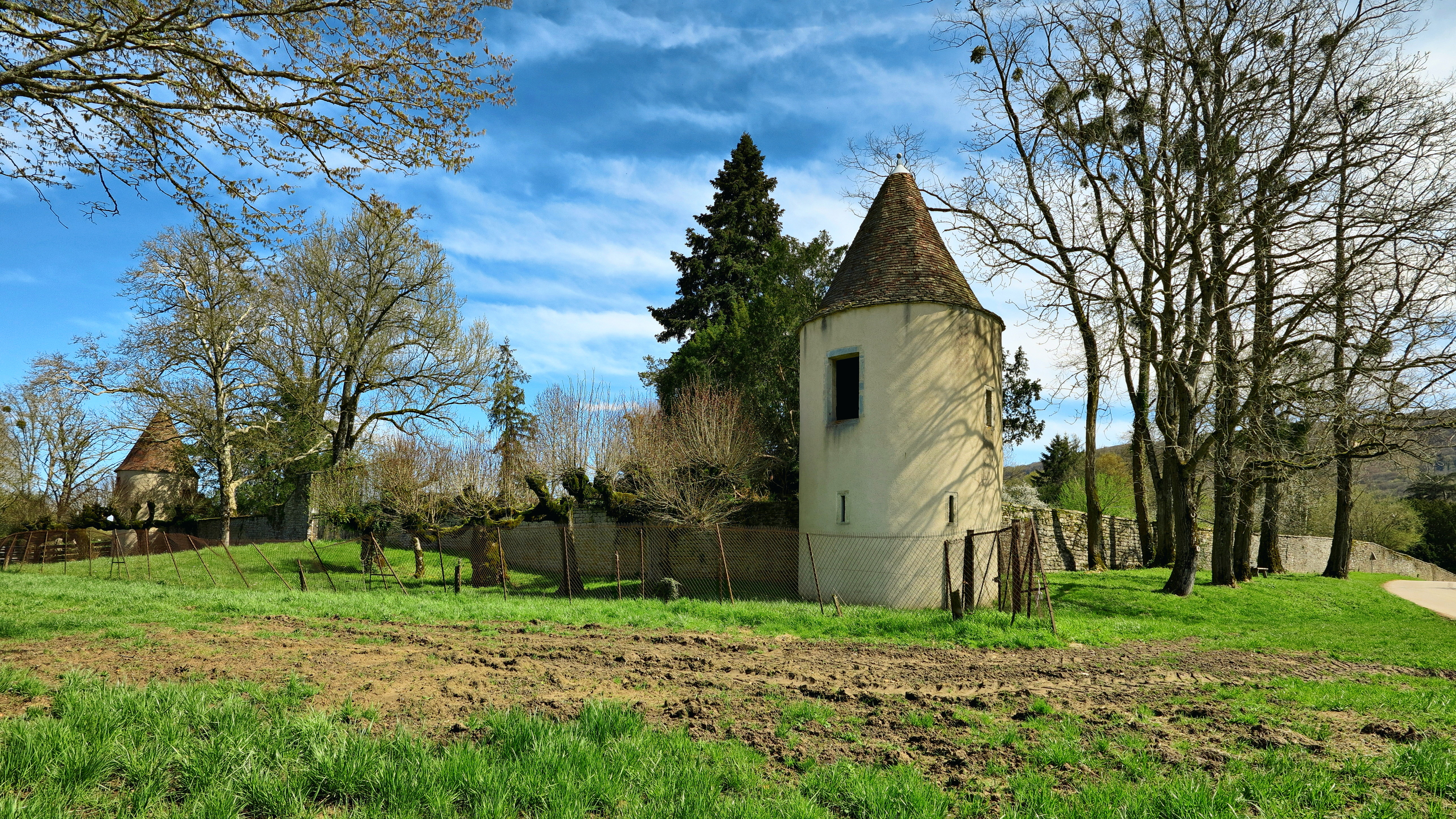
Les tours d'angle du parc du château.

## Mobilier
L'édifice renferme des décors et quatre cheminées Louis XIV.